# Pracownia Ludwisarska Jana Felczyńskiego

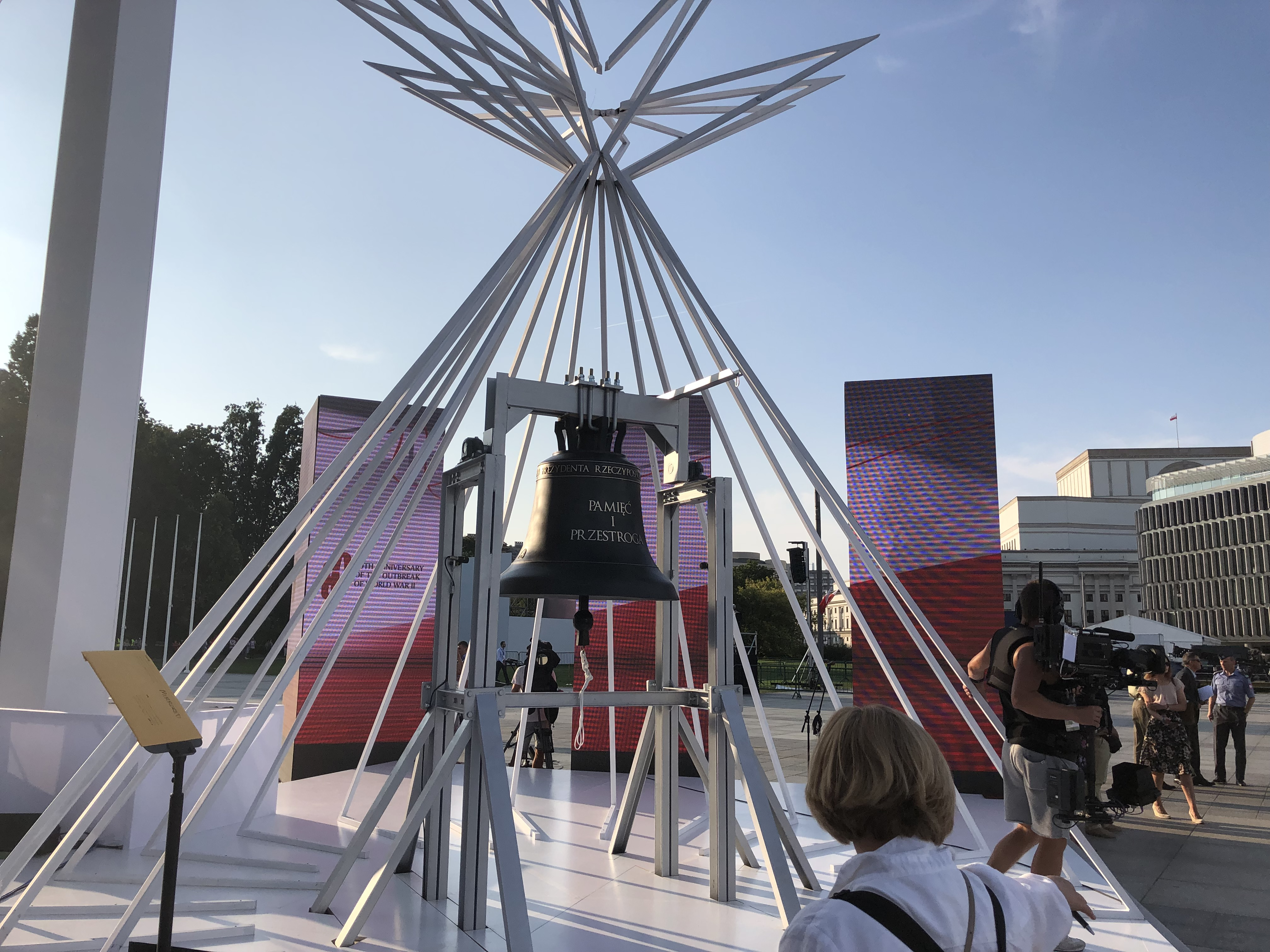
Dzwon Pamięć i Przestroga odlany na 80. rocznicę wybuchu II wojny światowej

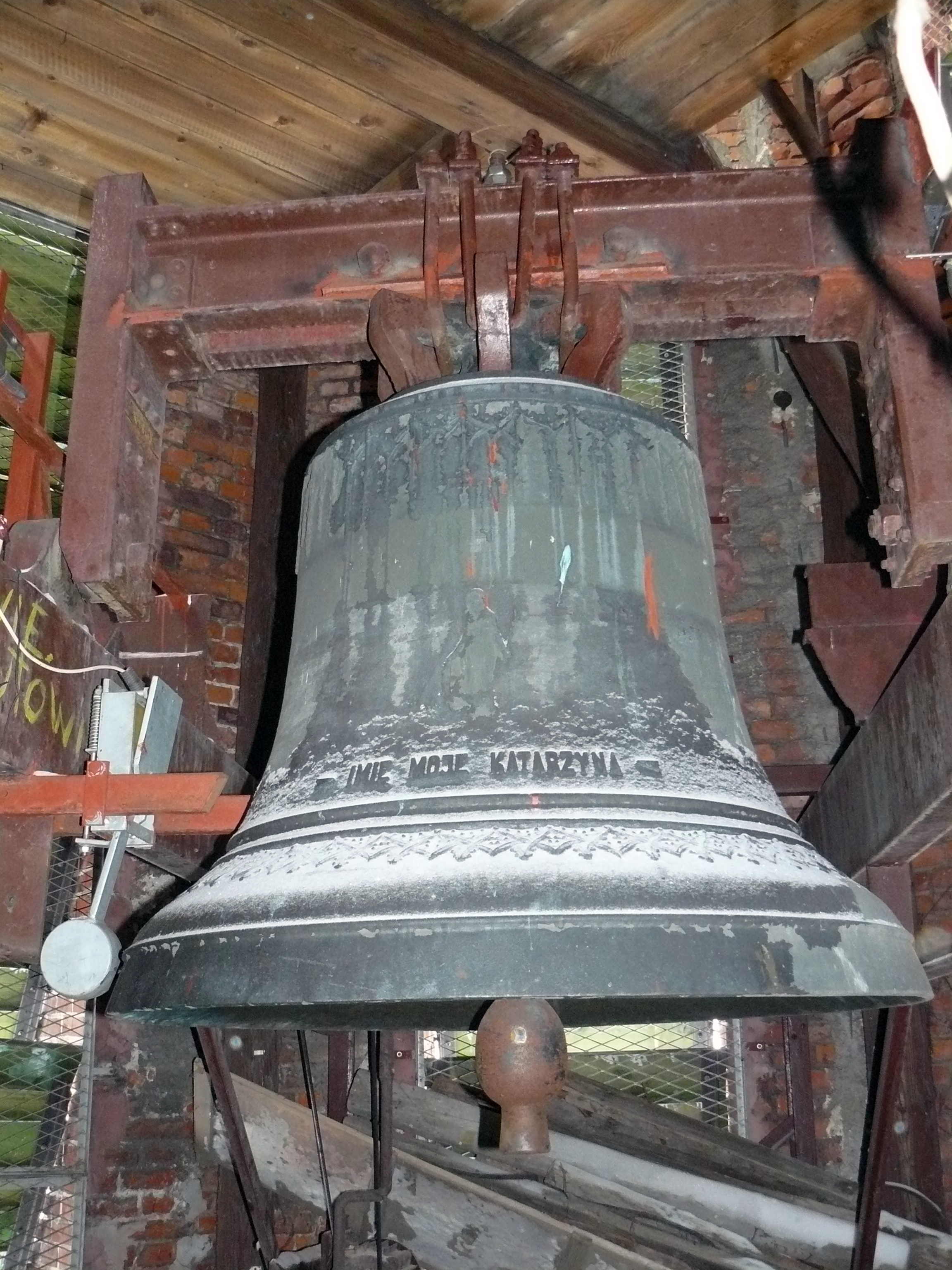
Dzwon wykonała Pracownia Ludwisarska Jan Felczyński w 1964 dla kościoła w Grybowie

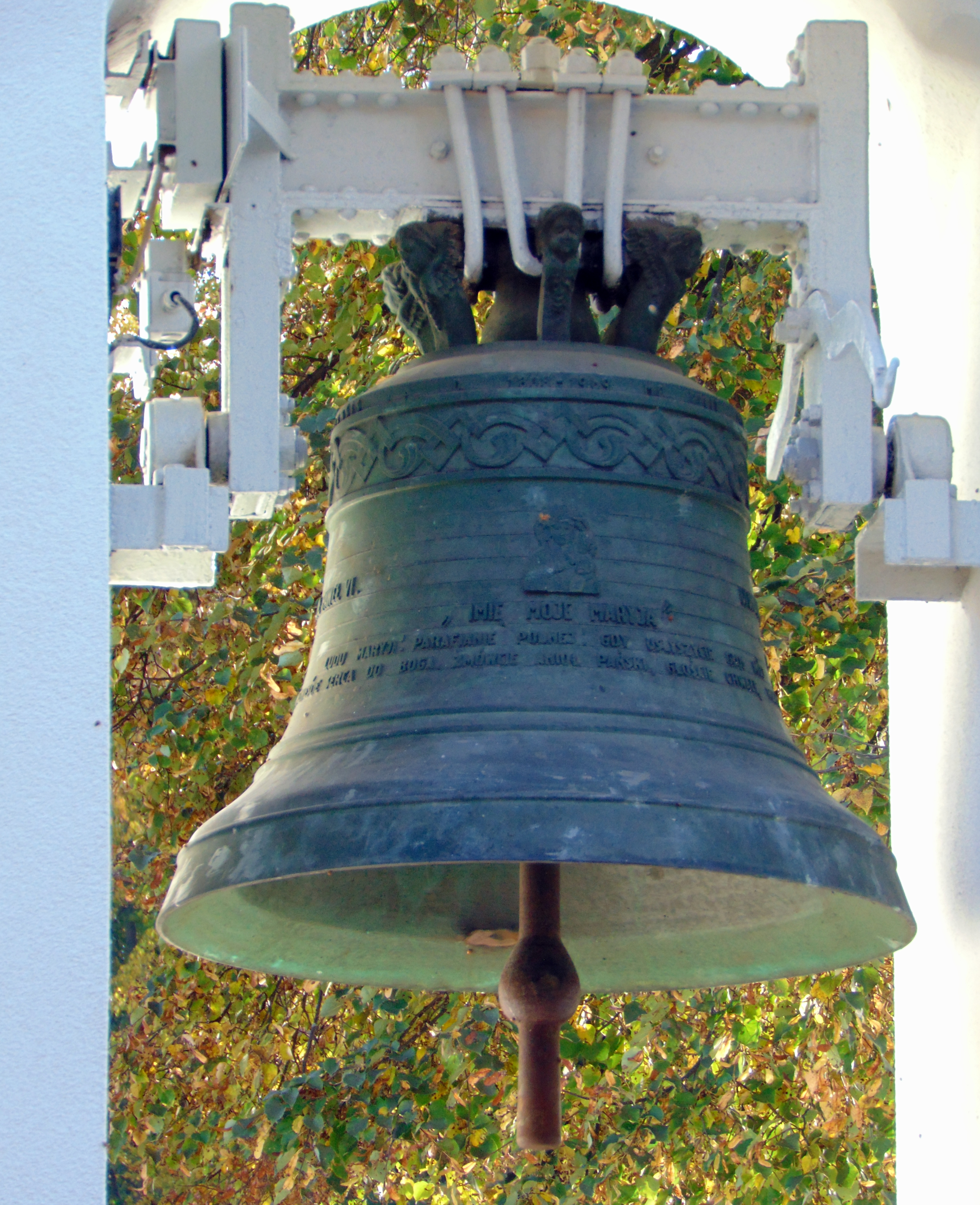
Dzwon Maryja (517 kg), wykonany w 1969 r. w ludwisarni w Przemyślu dla kościoła w Polnej (małopolska)

Pracownia Ludwisarska Jana Felczyńskiego – odlewnia dzwonów (pracownia ludwisarska) mieszcząca się w Przemyślu (woj. podkarpackie) i prowadzona przez prawnuka Jana Felczyńskiego – Piotra Olszewskiego, której tradycja rzemieślnicza sięga początków XIX wieku i jest przekazywana z pokolenia na pokolenie nieprzerwanie od 1808 roku.
W Pracowni odlewane są dzwony kościelne i okolicznościowe, a także gongi i tablice pamiątkowe. Jest to jedyna odlewnia dzwonów w Polsce, która poddaje się badaniom kampanologicznym oceniającym parametry akustyczne dzwonu. Dzwony Pracowni ludwisarskiej służą wielu świątyniom na całym świecie, a ich głos można usłyszeć na każdym z kontynentów.

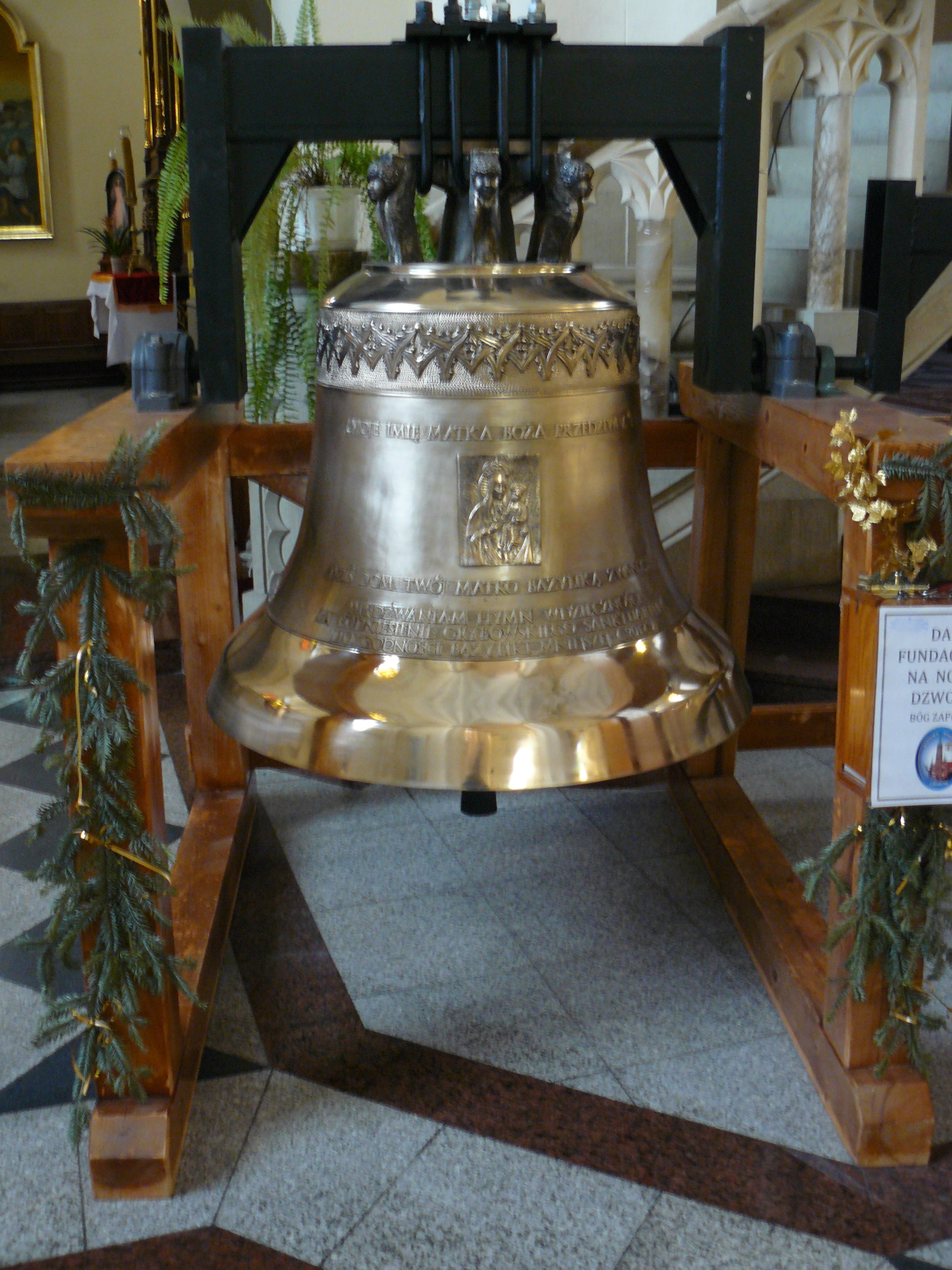
Dzwon wykonany w 2017 r. dla Bazyliki św. Katarzyny Aleksandryjskiej w Grybowie (800 kg)

## Najważniejsze realizacje w latach 2012–2019
- Dzwony dla Sanktuarium św. Jacka w Kamieniu Śląskim (2012)
- Dzwony dla Bazyliki NMP w Piekarach Śląskich (2013)
- Dzwon „św. Jan Paweł II” dla Królewskiej Katedry na Wawelu (2014)
- Dzwon „Mieszko i Dobrawa” dla Muzeum Pierwszych Piastów na Lednicy (2015)
- Dzwon Miłosierdzia na Światowe Dni Młodzieży w Krakowie (2016)
- Dzwon „Vox Patris” (Głos Ojca) - Sanktuarium Boga Ojca Przedwiecznego w Trinidade - Brazylia (2017)[1][2]
- Dzwony dla Bazyliki Mniejszej pw. św. Katarzyny Aleksandryjskiej w Grybowie (2017)[3].
- Dzwon „Niepodległości” odlany na 100-lecie odzyskania przez Polskę Niepodległości - Rzeszów (2018)[4]
- Dzwon „św. Józef z Nazaretu” dla Bazyliki Mariackiej w Krakowie (2019)[5]
- Dzwon „Pamięć i Przestroga” wykonany na 80. rocznicę wybuchu II wojny światowej (ok. 2019)[6][7]

## Osiągnięcia
Laureat XV edycji Międzynarodowej Wystawy Budownictwa i Wyposażenia Kościołów, Sztuki Sakralnej i Dewocjonaliów Sacroexpo 2014 w Kielcach za wykonanie dzwonu św. Jan Paweł II dla Królewskiej Katedry na Wawelu, w tym za umiejętność łączenia kunsztu polskiego ludwisarstwa z nowatorskimi rozwiązaniami technologicznymi w zakresie akustyki i automatyki dzwonów.